# Гранін Данило Олександрович
Дани́ло Олекса́ндрович Гра́нін (Ге́рман) (рос. Даниил Александрович Гранин, справжнє прізвище — Герман; нар. (1 січня 1919, с. Волинка, Рильський повіт, УНР, нині Курська область, Росія) – пом. 4 липня 2017, Санкт-Петербург, Росія) — російський радянський письменник, сценарист і громадський діяч. Лауреат Державної премії СРСР (1978). Герой Соціалістичної Праці (1989).

## Життєпис
Різні варіанти біографії, що наведені самим Граніним, та документальні дані часто не стикаються між собою, або мають суттєві протиріччя. Закінчив Ленінградський політехнічний інститут (1940). Після закінчення навчання Гранін працював інженером конструкторського бюро Кіровського заводу в Ленінграді, був комсомольським функціонером.
У роки німецько-радянської війни воював на Ленінградському і Прибалтійському фронтах, був політруком, потім старшим політруком ремонтного батальйону і організатором «соціалістичних змагань» у тилу армії по ремонту танків. Перемогу зустрів командиром роти важких танків в Східній Пруссії.
З 1945 року працював в Лененерго і науково-дослідному інституті.
Помер 4 липня 2017 року у Санкт-Петербурзі після важкої хвороби.
Похований 8 липня на Комаровському селищному кладовищі під Санкт-Петербургом, поруч з могилою своєї дружини Рімми Майорової та відомої письменниці Анни Ахматової.

## Творчість
Літературну діяльність почав 1937 року оповіданнями «Повернення Рульяка» і «Батьківщина». На основі цих оповідань в 1951 році створена повість про героя Паризької Комуни Ярослава Домбровського «Генерал Комуни».
Данило Гранін — автор романів «Шукачі» (1954), «Після весілля» (1958), «Йду на грозу» (1962), Картина (1980), повістей «Перемога інженера Корсакова» (опублікована в 1949 році під назвою «Суперечка через океан»), «Власна думка» (1956), «Наш комбат», «Хтось винен» (1970), «Дощ в чужому місті» (1973), «Це дивацьке життя» (1974), «Ще помітний слід» (1984), есе «Страх» (1997) і інших.
Тяжіння до документальності виявилося в численних нарисово-щоденникових творах Граніна, зокрема в присвячених враженням від поїздок до Німеччини, Англії, Австралії, Японії, Франції і інших країн книгах. Серед цих творів: «Несподіваний ранок» (1962), «Примітки до путівника» (1967), «Сад каменів» (1972) і інші. У біографічних повістях теж простежувалися документальні елементи. Серед таких творів — оповідання про біолога Олександра Любищева («Це дивацьке життя», 1974), про фізика Ігоря Курчатове («Вибір мети», 1975), про генетика Миколу Тімофєєва-Ресовського («Зубр», 1987), про французького вченого Домініка Франсуа Араго («Повість про одного вченого і одного імператора», 1971), про долю одної з учасниць Великої Вітчизняної війни Клавдії Буримо («Клавдія Вілор», 1976) і інші.
Подією в суспільному житті країни стала поява головної документальної праці Граніна — «Блокадної книги» (1977—1981, спільно з Алесем Адамовичем), заснованої на справжніх свідоцтвах, письмових і усних, жителів обложеного Ленінграда.
Наприкінці 1980-х років Данило Гранін створив перше в країні Товариство милосердя і сприяв розвитку цього руху в країні.

### Наука та фантастика
Широку популярність Граніну приніс максимально близький до фантастики роман «Йду на грозу» (1962), присвячений вченим-фізикам, що працювали «на межі фантастики». Роман зображує характерний для 1960-х років оптимізм щодо науки, що почала позбавлятися від ідеологічних стереотипів (гоніння на генетику, кібернетику і т. ін.). Безпосередній стосунок до наукової фантастики має помітне для свого часу оповідання «Місце для пам'ятника» (1966), у центрі якого — драматичний конфлікт геніального вченого, який відкрив можливість отримувати інформацію з майбутнього (за допомогою отримання надпровідності за кімнатної температури), та бюрократа, що намагається це майбутнє не допустити.

## Громадська діяльність
Граніна неодноразово обирали членом правління Союзу письменників (СП) СРСР (1954—1991), правління СП РРФСР (1958—1991), секретарем правління СП РРФСР (з 1965 року), секретарем правління СП СРСР (1986—1991). У 1989 році Данило Гранін очолював Радянський ПЕН-Центр.
Член редколегій і редакційних рад цілої низки літературних журналів. Член правління фонду «Культурна ініціатива», член і з 1997 року голова секції літератури комісії з Державних премій при Президенті РФ.
Член Німецької академії мистецтв, почесний доктор Санкт-Петербурзького гуманітарного університету, почесний президент Фонду Меншикова.

## Цікаві факти
Гранін взяв активну участь у кримінальному переслідуванні радянською владою поета Йосипа Бродського. Згідно з протоколом № 21 засідання Секретаріату Ленінградського Відділення Спілки письменників РРФСР спільно c членами Партбюро від 17 грудня 1963, голова ленінградських радянських письменників Гранін запропонував:
|  | У категоричній формі погодитися з думкою прокурора про віддання громадському суду Й.Бродського. Маючи на увазі антирадянські висловлювання Бродського і деяких його однодумців, просити прокурора порушити проти Бродського і його «друзів» кримінальну справу. |

## Про нього
- Анна Ахматова:|  | Про Граніна більше не будуть казати: «це той, хто написав такі-то книжки», а - «це той, хто погубив Бродського |

## Нагороди
Герой Соціалістичної праці, кавалер двох орденів Леніна, орденів Червоного Прапора, Трудового Червоного Прапора, Червоної Зірки, двох орденів Вітчизняної війни II ступеня, ордени «За заслуги перед Вітчизною» III ступеня. У 2000 році був нагороджений орденом Німеччини — Офіцерським хрестом за заслуги 1-го класу. Цієї нагороди письменник удостоєний «за великі заслуги в справі примирення і взаєморозуміння між Німеччиною і Росією».
Лауреат премії Президента РФ в області літератури і мистецтва за 1998 рік. Лауреат премії журналу «Дружба народів» — за роман «Вечори з Петром Великим» (2000). Лауреат Державної премії РФ в області літератури і мистецтва за 2001 рік — за роман «Вечора з Петром Великим». У жовтні 2008 року Данило Гранін отримав в Санкт-Петербурзі міжнародну премію за розвиток і зміцнення гуманітарних зв'язків в країнах Балтійського регіону «Балтійська зірка». 30 грудня 2008 Президент Росії Дмитро Медведєв нагородив Данила Граніна вищою російською нагородою — орденом Святого Апостола Андрія Первозванного. Почесний громадянин Санкт-Петербурга (2005).

## Вибрані твори
- «Батьківщина»
- «Повернення Рульяка» (1937)
- «Суперечка через океан» (первісна назва «Перемога інженера Корсакова» 1949, про переваги СРСР над США)
- «Генерал Комуни» (1951, про героя Паризької Комуни Ярослава Домбровського)
- 1954 : «Шукачі»[ru] / (Искатели)
- «Власна думка» (1956)
- «Після весілля» (1958)
- «Йду на грозу» (1962)
- «Несподіваний ранок» (1962)
- «Примітки до путівника» (1967)
- «Наш комбат»(1970)
- «Прекрасна Ута»(1970, роздуми та автобіографічні нариси)
- «Повість про одного ученого і одного імператора» (1971)
- " Сад каменів " (1972)
- «Дощ в чужому місті» (1973)
- «Це дивацьке життя» (1974, розповідь про математика і біолога Любіщєва О. О.)
- «Вибір мети», 1975
- «Клавдія Вілор», 1976
- «Блокадна книги» (1971—1981)
- «Картина» (1980)
- «Ще помітний слід» (1984)
- «Зубр», (1987, розповідь про радянського науковця в фашистському Берліні)
- «Наш дорогой Роман Авдеевич» (1990, сатира на комуністичного голову Ленінграда Григория Романова)
- «Невідома особа» (1990)
- «Втеча в Росію» (документальна розповідь про Джоела Бара та Альфреда Саранте)
- «Страх» (1997)
- «Вечора з Петром Великим» (2000, історичний роман — панегірик російському імператорові)
- «Все було не зовсім так» (2010, роздуми над сторінками власної біографії, повоєнними роками і дивацькою сучасністю)

## Фільмографія
Автор сценаріїв стрічок:
- «Шукачі» (1956, у співавт.),
- «Після весілля» (1962),
- «Іду на грозу» (1965, у співавт.),
- «Перший відвідувач» (1965),
- «Однофамілець» (1978),
- «Петро Перший. Заповіт», (2011) та ін.

За його однойменною повістю в Україні створено стрічку «Дощ у чужому місті» (1979, т/ф, 2 с, авт. сцен.).